# Камышевка Первая
Камышевка Первая (укр. Комишівка Перша) — село, относится к Саратскому району Одесской области Украины.
Население по переписи 2001 года составляло 89 человек. Почтовый индекс — 68242. Телефонный код — 4848. Занимает площадь 0,22 км². Код КОАТУУ — 5124586802.

## История
В 1945 г. Указом ПВС УССР хутор Чемчела Первая переименован в Камышевку Первую.

## Местный совет
68242, Одесская обл., Саратский р-н, с. Успеновка, ул. Кишинёвская, 73